# Sengoku (Klan)

Wappen der Sengoku (Eiraku-Münze)

Alternativ-Wappen der Sengoku (無, mu) im Kreis

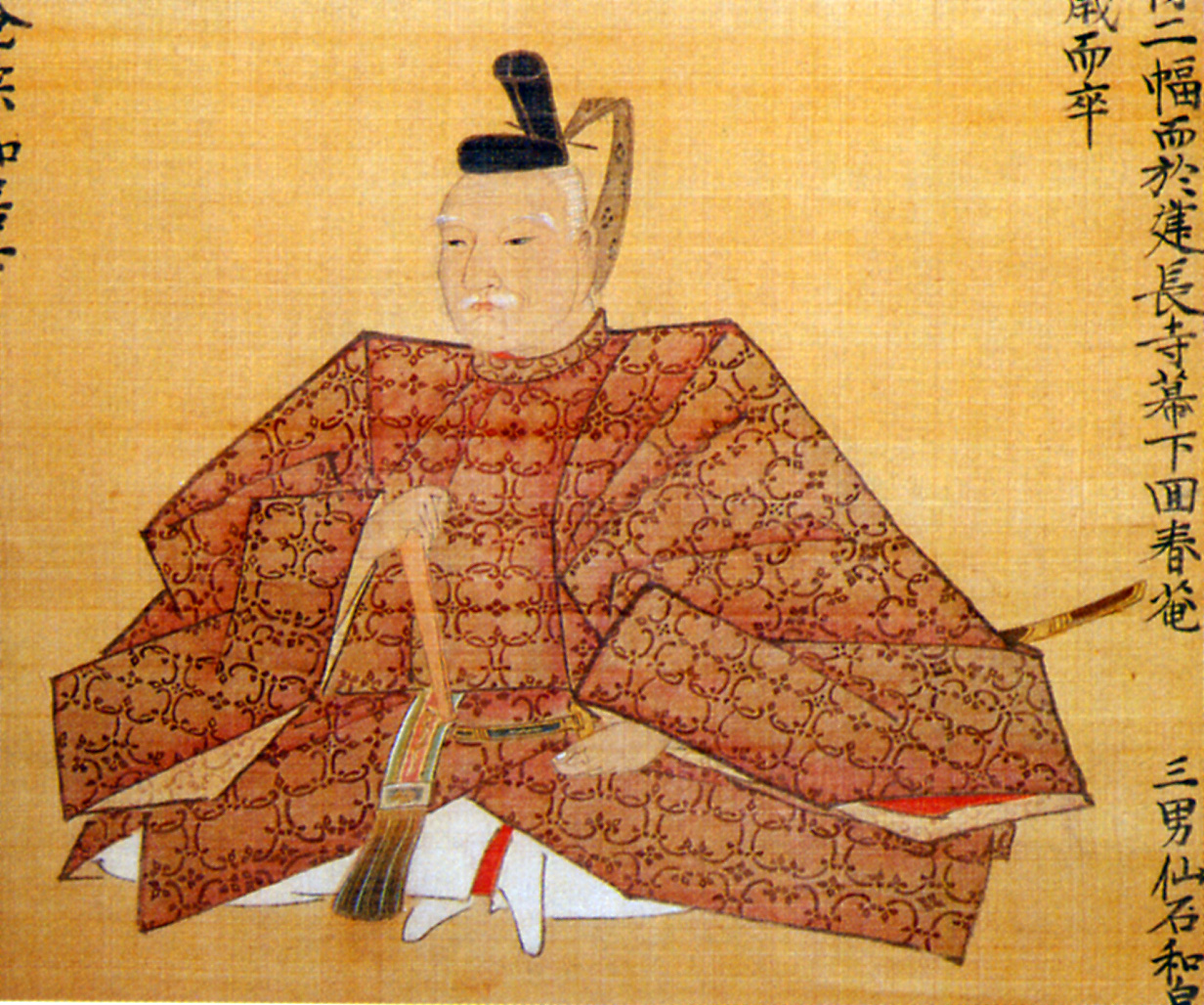
Sengoku Tadamasa

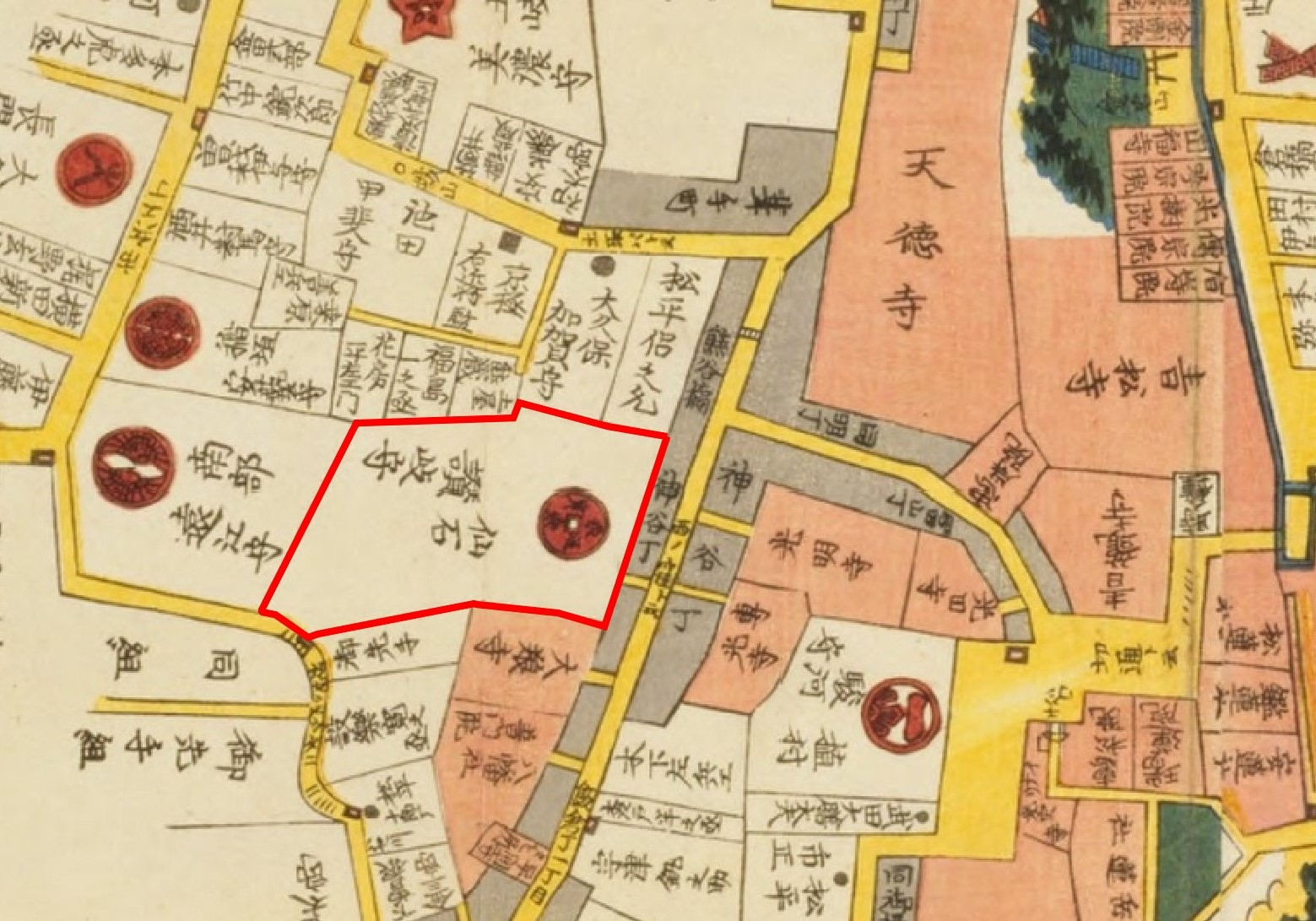
Sengoku-Residenz

Die Sengoku (japanisch 仙石氏, Sengoku-shi)  waren eine Familie des japanischen Schwertadels (Buke) aus der Provinz Mino, die sich von den Toki (Seiwa-Genji) ableitete. Mit einem Einkommen von 30.000 Koku gehörten die zuletzt in Izushi (Präfektur Hyōgo) residierenden Sengoku zu den kleineren Tozama-Daimyō der Edo-Zeit.

## Genealogie
- Hisamori (久盛)
- Hidehisa (秀久; 1551–1614), Hisamoris Sohn, diente Toyotomi Hideyoshi. Er unterwarf die Insel Awajishima und eroberte 1581 die Burg Sumoto. Er unterlag jedoch 1583 Chōsokabe Motochika auf Shikoku und 1586 Shimazu Yoshihisa in der Provinz Bungo. Nach dem Untergang der Odawara-Hōjō im Jahr 1590 erhielt er Koromo (Provinz Shinano) mit einem Einkommen von 60.000 Koku.
- Tadamasa (忠政), Hidehisas Sohn, wurde 1622 nach Ueda (Provinz Shinano) mit 60.000 Koku versetzt. 1706 zog die Familie nach Izushi (Provinz Tajima) mit 30.000 Koku und residierte dort bis 1868. Danach Vizegraf.